# Jolina Amely Trinks
Jolina Amely Trinks (* 2009 in Berlin) ist eine deutsche Schauspielerin und Kinderdarstellerin. Sie erlangte durch ihre Rolle in der Netflix-Serie How to Sell Drugs Online (Fast) Bekanntheit.

## Werdegang
Trinks ist die jüngere Schwester der Schauspieler Benjamin Trinks und Timmi Trinks.
Sie hatte 2018 ihre erste Fernsehrolle in einer Episode der Fernsehsendung Löwenzahn. Im Jahr 2019 war sie in je einer Folge der Serien Nachtschwestern und Käthe und ich zu sehen. Seit 2019 verkörpert Trinks in der Netflix-Serie How to Sell Drugs Online (Fast) die Rolle der „Marie Zimmermann“.

## Filmografie
- 2018: Löwenzahn (Fernsehserie, eine Episode)
- 2019: Nachtschwestern (Fernsehserie, eine Episode)
- 2019: Käthe und ich: Dornröschen (Miniserie)
- seit 2019: How to Sell Drugs Online (Fast) (Fernsehserie)
- 2023: Ponyherz – Wild und Frei